# Diecezja Yokadouma
Diecezja Yokadouma – diecezja rzymskokatolicka w Kamerunie. Istnieje od 1991. Pierwszym ordynariuszem został polski misjonarz Eugeniusz Juretzko.

## Biskupi diecezjalni
- bp Eugeniusz Juretzko (1991–2017)
- bp Paul Lontsié-Keuné (2017–2021)
- bp Justin Georges Ebengue (nominat)